# Hurt!!!!!!!
Hurt!!!!!!! è l'album discografico di debutto della cantante pop statunitense Timi Yuro, pubblicato dalla casa discografica Liberty Records nel luglio del 1961.

## Tracce

### LP
Lato A
1. For You – 2:30 (Al Dubin, Joe Burke) – Registrato nel 1961 a New York
2. Cry – 3:35 (Churchill Kohlman) – Registrato nel 1961 a New York
3. You'll Never Know – 3:10 (Mack Gordon, Harry Warren) – Registrato nel 1961 a New York
4. Trying – 2:35 (Billy Vaughn) – Registrato nel 1961 a New York
5. Hurt – 2:28 (Jimmie Crane, Al Jacobs) – Registrato (circa) nel maggio 1961 a New York
6. I Won't Cry Anymore – 2:28 (Fred Wise, Al Frisch) – Registrato nel 1961 a New York

Lato B
1. A Little Bird Told Me – 2:28 (Harry O. Brooks) – Registrato nel 1961 a New York
2. I Should Care – 3:25 (Paul Weston, Axel Stordahl, Sammy Cahn) – Registrato nel 1961 a New York
3. Just Say I Love Him – 2:55 (Martin Kalmanoff, Sam Ward, Jack Val, Jimmy Dale) – Registrato nel 1961 a New York
4. And That Reminds Me – 2:35 (Al Stillman, Camillo Bargoni) – Registrato nel 1961 a New York
5. I'm Confessin' (That I Love You) – 2:52 (Al Neiburg, Doc Dougherty, Ellis Reynolds) – Registrato nel 1961 a New York
6. I Apologize – 2:50 (Al Hoffman, Al Goodhart, Ed Nelson) – Registrato (circa) nel maggio 1961 a New York

## Musicisti
For You / Cry / Trying / I Won't Cry Anymore / And That Reminds Me
- Timi Yuro - voce solista
- Fred Norman - arrangiamenti, conduzione orchestra
- Componenti orchestra non accreditati

You'll Never Know / Hurt / A Little Bird Told Me / I Should Care / Just Say I Love Him / I'm Confessin' (That I Love You) / I Apologize
- Timi Yuro - voce solista
- Belford Hendricks - arrangiamenti, conduzione orchestra
- Componenti orchestra non accreditati

Note aggiuntive
- Clyde Otis - produttore
- Pete / Francis & Associates - design copertina album
- Garrett-Howard, Inc. - fotografia[2]

## Classifica
Singoli
| Anno | Titolo del brano | Classifica            | Posizione raggiunta |
| ---- | ---------------- | --------------------- | ------------------- |
| 1961 | Hurt             | Billboard Hot 100     | 4                   |
| 1961 | I Apologize      | Billboard Hot 100     | 72                  |
| 1961 | Hurt             | Adult Contemporary    | 2                   |
| 1961 | I Apologize      | Adult Contemporary    | 19                  |
| 1961 | Hurt             | Hot R&B/Hip-Hop Songs | 22                  |